# Tornalla
Die Tornalla oder Tour Tornalla ist die Ruine eines mittelalterlichen Turmes (Bergfried) auf einem Felsvorsprung südöstlich über dem Ortsteil Crétaz der Gemeinde Oyace im Aostatal und nordwestlich über der Betendaschlucht, die der Fluss Buthier über die Jahrhunderte eingegraben hat.

## Geschichte
Der Name „Tornalla“, der unmittelbaren Bezug zu seiner Verteidigungsfunktion hat, ist im Aostatal ziemlich gebräuchlich für Türme verschiedener Zwecke, ob zur Signalweitergabe oder als Wehrturm. Der Turm von Oyace ist ein zinnenbewehrter Turm; vielleicht auch wegen der Achteckigkeit seines Grundrisses wurde sein Bau traditionell einer Gruppe von Sarazenen zugeschrieben, die um das Jahr 1000 herum ins Valpelline verbannt wurden; so könnte es sich um die älteste Burg im Aostatal handeln.

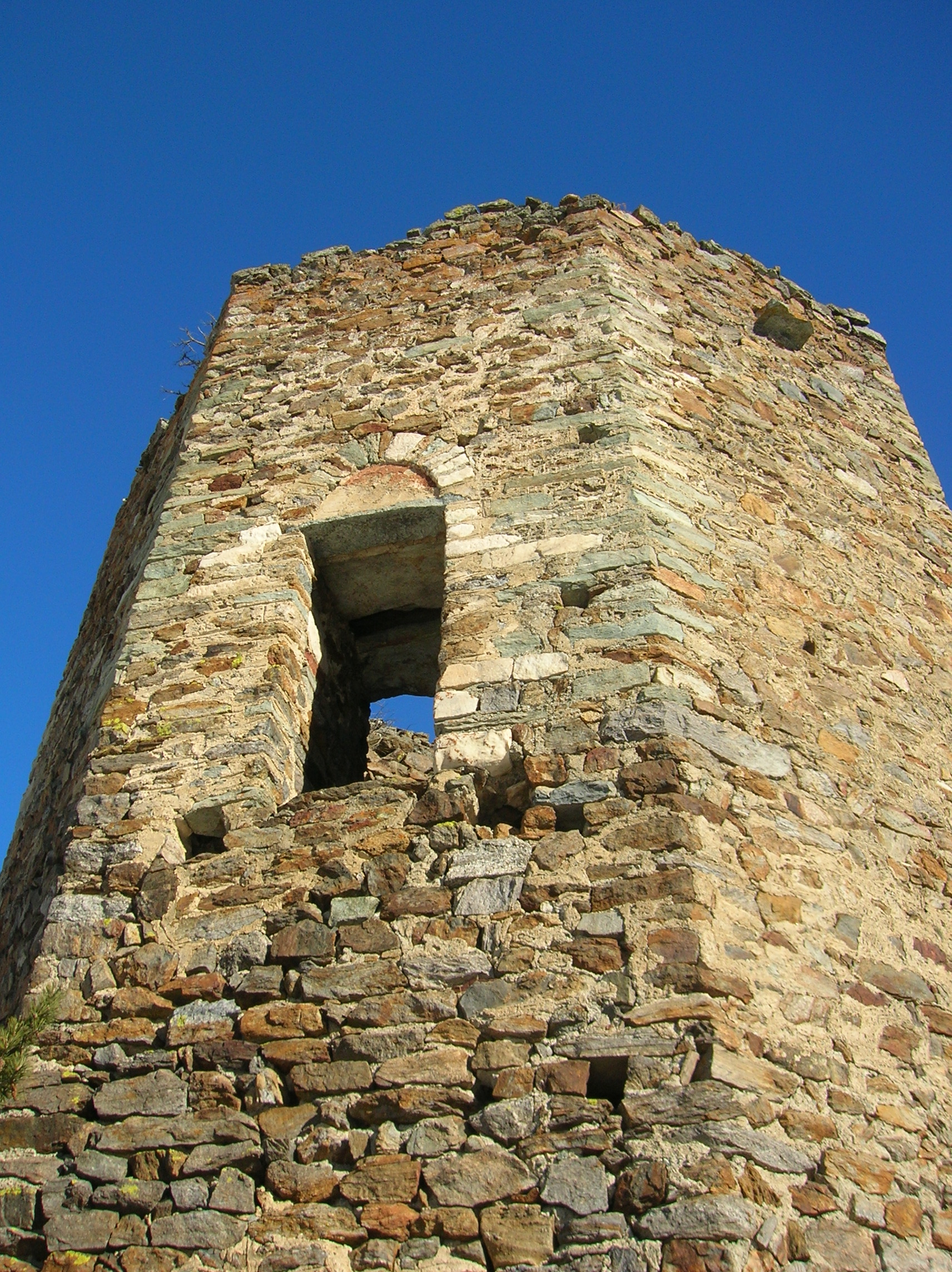
Die Eingangstüre zum Turm in einem der oberen Stockwerke

Der Turm wurde im Mittelalter erbaut, laut Giuseppe Giacosa vermutlich im 12. Jahrhundert, aber es gibt keine genaueren Aufzeichnungen: Der Turm wird bereits in einem Dokument aus dem Jahre 1197 erwähnt, in dem ein Mann namens „Ricalmo“ das „Allod in Ayacy“ der Kirche des Heiligen Ursus gewährte.
Der befestigte Komplex wurde an die Herren von Oyace verlehnt, über die man nichts Weiteres weiß.
Graf Amadeus IV. von Savoyen verfügte zwischen 1233 und 1253, dass die Burg zerstört werden müsse, um die Herren von Oyace, die sich unangemessenen Verhaltens gegenüber dem Haus Savoyen schuldig gemacht hatten, zu bestrafen. Von dem festen Haus ist nur der Turm übriggeblieben.
Zwischen 1253 und 1287 gelangte Oyace in die Hände der mächtigen Herren de la Porte Saint-Ours, die schon Herren von Quart waren, und wurde Teil des Baronats von Quart, Valpelline und Oyace. Diese Herren gaben in der zweiten Hälfte des 14. Jahrhunderts die direkte Kontrolle an das Haus Savoyen.
1612 wechselte das Anwesen erneut den Besitzer und gelangte in die Hände der Perrone di San Martino.
Der Turm, der heute als Denkmal von Interesse an der Höhenweg n. 1 gilt, zeigt sich in gutem Erhaltungszustand, auch dank der Wiederherstellung des Anwesens, durch die der Weg „Tour Tornalla“ geschaffen wurde.
Neben dem Turm und zur Demonstration der strategischen Bedeutung des Ortes wurde eine Radioantennenanlage installiert. In den 2010er-Jahren sah ein dreijähriges Programm verschiedener Einheiten und Verwaltungen von 2011 bis 2013 zur Verbesserung des Signalempfangs der Endnutzer die Digitalisierung einiger Anlagen und die Verlegung der Radioantennenanlagen des Rai Way auf dem Gelände des Tornalla an den neuen Standort Chalambé und die Befreiung des Felsvorsprungs von der Radiotransmitterstation vor.
Vom 7. September 2012 ist seit Ende 2013 die Umwelttechnische und funktionale Verbesserung der Gebiete um Tornalla und Betenda im Gange, was zur Schließung des Zugangsweges zum Tornalla führte.

## Beschreibung

Grundriss der Ruinen (1936) von Carlo Nigra auf Basis einer Skizze von Alfredo d’Andrade

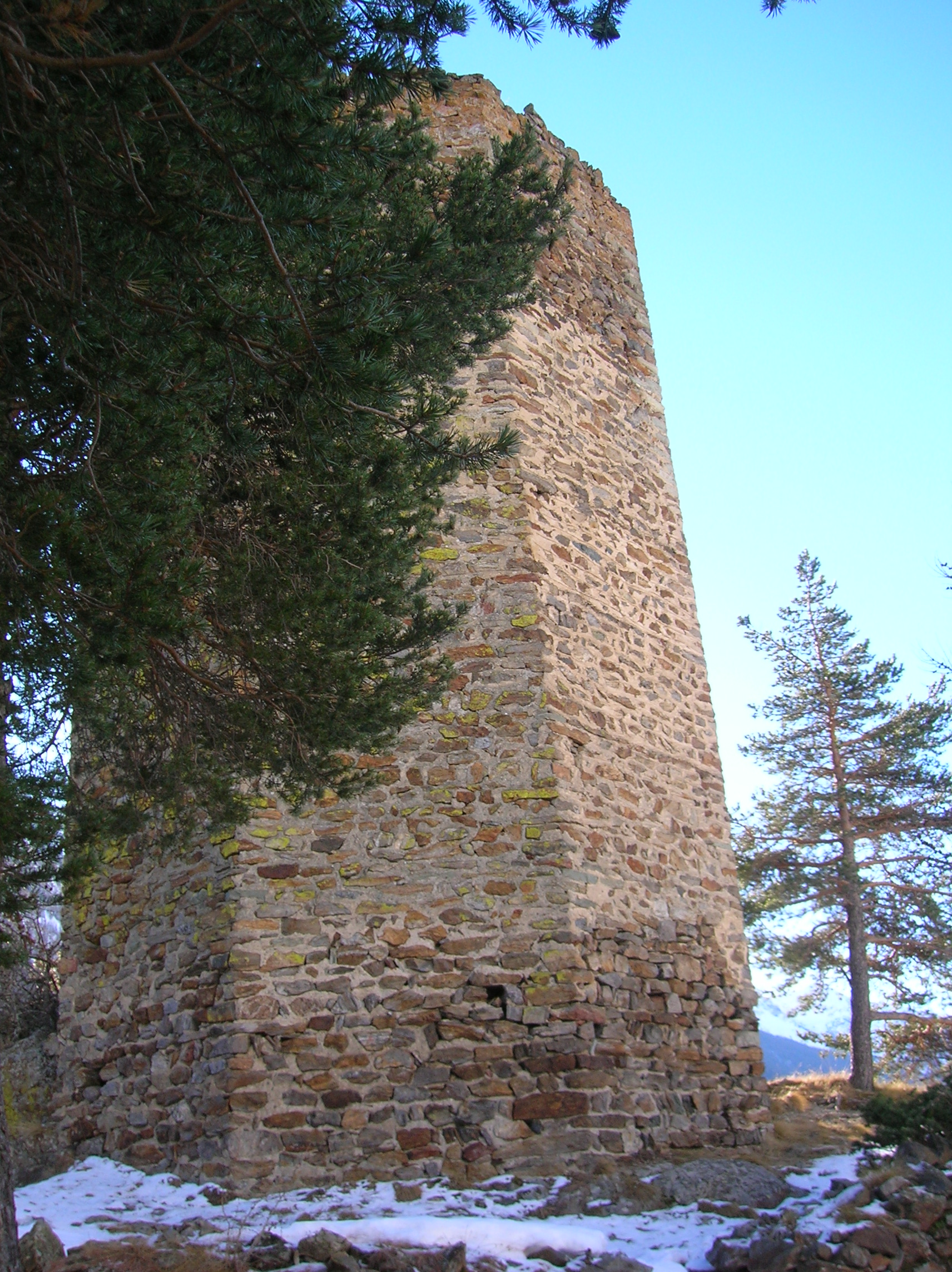
Rückseite des Turms gegen den Felsvorsprung, einst geschützt durch einen doppelten Mauerring

Der Grundriss des Turms ist achteckig, was eine architektonische Anomalie gegenüber anderen militärischen Bauten im Aostatal aus dieser Zeit darstellt. Eigenartigerweise bezeichnet ihn Giuseppe Giacosa als sechseckigen Turm.
Er ist 11,7 Meter hoch, hat einen Außendurchmesser von 7,5 Metern und einen Innendurchmesser von 3,5 Metern: Die Dicke der tragenden Mauern erreicht somit eine Dicke von 2 Metern.
Die Zugangstüre (Hocheingang) liegt, wie es im Mittelalter im Aostatal üblich war, einige Meter über dem Erdboden, um den Bewohnern besser die Verteidigung ihres Postens zu erlauben. Dem Zugang zum Turm diente eine bewegliche Treppe, vermutlich aus Holz.
Von den Mauern, die den Turm umgaben, ist nichts als ein paar Spuren übrig geblieben: Der am leichtesten erreichbare Teil, der dem erhöhten Eingang gegenüber lag, der dagegen mehr geschützt war, weil er auf den Felssporn hinausging, hatte eine doppelte Kurtine zur Verteidigung.
Das Felsrelief, auf dem die Tornalla steht, besteht aus denselben afrikanisch-voralpinen Felsen der Einheit des Valpelline, den wir in den Quadern finden, aus denen die Turmwände erbaut wurden, an einigen Stellen in jüngerer Zeit mit Magerkalk zementiert. Seine mineralogischen Eigenschaften sind der Grund für die rotbräunliche Farbe des Turms und des Felsvorsprungs, einer Farbe, die manchmal in den Wänden versickert.